# Quiero volver tour
Il Quiero volver tour è stato il secondo tour mondiale da solista dell'attrice, ballerina, cantante e modella Martina Stoessel, in arte Tini.
Il tour, che ha avuto inizio il 13 dicembre 2018 a Buenos Aires e si è concluso il 9 marzo 2020 a Utrecht, è in supporto del secondo album in studio della cantante, intitolato Quiero volver, pubblicato nell'ottobre 2018.

## Antecedenti
La cantante aveva annunciato tramite i suoi profili social, nel mese di settembre 2018, la data-evento all'arena Luna Park di Buenos Aires, dove avrà inizio il tour. Il concerto al Luna Park di Buenos Aires ha registrato il tutto esaurito, e ha visto invitati speciali come Aitana, Ruggero Pasquarelli e Cali y El Dandee. Nei mesi successivi annuncia le date previste per gennaio e febbraio, mentre nel mese di marzo 2019 annuncia nuove date per la leg in America Latina. Successivamente vengono annunciati altri due spettacoli, tra cui attualmente uno già sold-out, previsti per il mese di ottobre 2019 al Luna Park di Buenos Aires, dove la cantante aveva già registrato un tutto esaurito con la data di apertura del tour, nel dicembre 2018. Il concerto a Tucumán del 27 settembre ha registrato il tutto esaurito a due mesi dalla data, perciò è stata aggiunta una seconda data prevista per il 26 settembre. Tra agosto e settembre vengono annunciate nuove date previste per i mesi di novembre e dicembre dello stesso anno. Durante i concerti del 18 ottobre 2019 a Buenos Aires, la cantante annuncia due nuove date previste per il mese di novembre sempre al Luna Park Arena, per un totale di sette concerti presso l'impianto. Il 28 ottobre 2019 vengono annunciate le date europee, tra cui tre date in Italia previste per il mese di febbraio 2020, e la prevendita dei biglietti per tutte le date ha registrato il tutto esaurito in un giorno. Il 4 e l'8 novembre vengono annunciati rispettivamente l'ottavo e il nono concerto presso la Luna Park Arena di Buenos Aires, previsti per il mese seguente. Il 30 gennaio 2020, la cantante annuncia l'ultimo concerto della tournée, previsto per il 14 marzo a Buenos Aires, posticipato prima al 28 marzo 2020, successivamente al 19 settembre 2020, per poi essere definitivamente cancellato a metà settembre, a causa della pandemia COVID-19.

## Documentario
Il 20 maggio 2020, la cantante ha annunciato attraverso i suoi social media che sarebbe uscito un documentario sul tour, mostrandone la preparazione, il dietro le quinte e immagini dai concerti in giro per il mondo. Il documentario viene intitolato Tini: Quiero volver tour, el documental. Inoltre, la cantante dichiara che il documentario sarebbe stato diviso in due parti, rispettivamente dedicate alla leg latinoamericana e a quella europea.
La prima parte è stata pubblicata il 22 maggio 2020 sul canale YouTube della cantante, con una durata di 20 minuti, nella quale sono state mostrate immagini direttamente dai concerti eseguiti alla Luna Park Arena di Buenos Aires e tutti gli altri concerti svolti in America Latina.
La seconda parte è stata pubblicata il 14 giugno 2020, con una durata di 17 minuti, nella quale sono state montate clip provenienti dalla leg di concerti eseguiti in Europa.
Poche settimane dopo il rilascio, la prima parte del documentario vantava già di più di un milione di visualizzazioni, mentre la seconda parte, in meno di un mese dalla sua pubblicazione, ha accumulato più di mezzo milione di visualizzazioni, aggiudicandosi il titolo di documentario di un artista latino più visto sulla piattaforma.

## Trasmissione e registrazioni
Il concerto del 18 ottobre 2019 al Luna Park Arena di Buenos Aires è stato registrato per comporre lo speciale del Quiero volver tour, trasmesso in esclusiva il 1º agosto 2020 sulla piattaforma Claro Stream Argentina. Lo speciale mostra lo show completo eseguito nel mese di ottobre 2019.

## Scaletta
| Concerti da dicembre 2018 a febbraio 2019 |
| --- |
| 1. Princesa 2. Ya No Hay Nadie Que Nos Pare 3. Confía En Mí 4. Never Ready 5. Respirar 6. Lo Malo - Remix 7. Finders Keepers/Mi Gente 8. Si Tú Te Vas 9. Like That 10. Waves 11. Great Escape 12. Siempre Brillarás 13. Te Amo A Ti 14. Lo Que Tu Alma Escribe 15. Consejo De Amor 16. Por Qué Te Vas 17. La Cintura - Remix 18. Quiero Volver 19. Love is Love 20. Flores 21. Te Quiero Más |

| Concerti di maggio e giugno 2019 |
| --- |
| 1. Princesa 2. Ya No Hay Nadie Que Nos Pare 3. Confía En Mí 4. Never Ready 5. Respirar 6. Lo Malo - Remix 7. Finders Keepers/Mi Gente 8. Si Tú Te Vas 9. Waves 10. Great Escape 11. Siempre Brillarás 12. Te Amo A Ti 13. Cristina (di Sebastián Yatra ft. TINI) 14. Consejo De Amor 15. Por Qué Te Vas 16. La Cintura - Remix 17. Quiero volver 18. Flores 19. 22 20. Te Quiero Más |

| Concerti da settembre 2019 al 12 ottobre 2019 |
| --- |
| 1. Princesa 2. Ya No Hay Nadie Que Nos Pare 3. Confía En Mí 4. Never Ready 5. Respirar 6. Lo Malo - Remix 7. Finders Keepers/Mi Gente 8. Si Tú Te Vas 9. Waves 10. Great Escape 11. Siempre Brillarás 12. Te Amo A Ti 13. Cristina (di Sebastián Yatra ft. TINI) 14. Consejo De Amor 15. Por Qué Te Vas 16. La Cintura - Remix 17. Quiero Volver 18. Flores 19. Fresa 20. 22 21. Te Quiero Más |

| Concerti dal 18 ottobre 2019 al 9 marzo 2020 |
| --- |
| 1. Princesa 2. Ya No Hay Nadie Que Nos Pare 3. Fresa 4. Respirar 5. Lo Malo - Remix 6. Finders Keepers/Mi Gente 7. Si Tú Te Vas 8. Waves (fino al 5 dicembre 2019) 9. Great Escape 10. Siempre Brillarás (fino al 12 dicembre 2019) 11. Diciembre 12. Cristina (di Sebastián Yatra ft. TINI) 13. Oye 14. Consejo De Amor 15. Por Qué Te Vas 16. La Cintura - Remix 17. Suéltate El Pelo 18. Flores (fino all'11 gennaio 2020) 19. Recuerdo (dall'11 gennaio 2020) 20. Quiero volver 21. 22 22. Te Quiero Más |

Variazioni
- Durante il concerto a Tucumán del 26 settembre 2019, la cantante ha eseguito Suéltate El Pelo dopo Cristina.
- Durante il concerto a Salta del 28 settembre 2019, la cantante ha eseguito una parte della canzone inedita Oye, in collaborazione con Sebastián Yatra.
- Dal concerto a San Francisco dell'11 ottobre 2019, la cantante esegue Oye dopo Cristina.
- A partire dai concerti a Buenos Aires del 18 e 26 ottobre 2019, la cantante ha eseguito la canzone inedita Diciembre, che farà parte del suo terzo album in studio, e Suéltate El Pelo dopo La Cintura - Remix.
- Sempre dai concerti a Buenos Aires del mese di ottobre 2019, la scaletta subisce delle modifiche: la cantante non esegue Confía En Mí, Never Ready, Lo Malo (Remix), Te Amo A Ti, Sigo Adelante, e l'ordine delle canzoni varia.
- Durante i concerti a Buenos Aires del 26 ottobre 2019, la cantante ha eseguito Me Rehúso con Danny Ocean e 22 con la partecipazione di Greeicy.
- Durante il concerto a Buenos Aires del 1º novembre 2019, la cantante non ha eseguito Waves, Diciembre e Flores, ma ha eseguito Corazón mentiroso con Karina e ha cantato Échame la culpa e No me doy por vencido con Luis Fonsi.
- Dal concerto del 6 dicembre 2019, la cantante non esegue Waves dopo Si Tú Te Vas.
- Dal concerto dell'11 gennaio 2020, la cantante non esegue Siempre Brillarás dopo Great Escape, ma esegue Recuerdo dopo Quiero volver.
- Dal concerto del 12 gennaio 2020, la cantante non esegue Flores dopo Suéltate El Pelo.
- Durante il concerto a Milano del 20 febbraio 2020, la cantante non esegue Cristina.
- Durante il concerto a Parigi del 4 marzo 2020, la cantante esegue a cappella una parte della canzone Lucha por tus sueños.
- Durante il concerto a Utrecht del 9 marzo 2020, la cantante esegue a cappella Siempre Brillarás.

## Date
| Data              | Città               | Paese       | Luogo                                |
| ----------------- | ------------------- | ----------- | ------------------------------------ |
| America Latina    |                     |             |                                      |
| 13 dicembre 2018  | Buenos Aires        | Argentina   | Luna Park Arena                      |
| 12 gennaio 2019   | Pinamar             | Argentina   | Manzana de Quintana                  |
| 25 gennaio 2019   | Mar del Plata       | Argentina   | Teatro Radio City                    |
| 9 febbraio 2019   | Córdoba             | Argentina   | Anfiteatro Villa Maria               |
| 13 aprile 2019    | Buenos Aires        | Argentina   | Parque Olimpico                      |
| 25 maggio 2019    | Corrientes          | Argentina   | Playon Hangar                        |
| 31 maggio 2019    | Mendoza             | Argentina   | Auditorio Bustelo                    |
| 1 giugno 2019     | Villa Mercedes      | Argentina   | Arena La Pedrera                     |
| 2 giugno 2019     | Villa Mercedes      | Argentina   | Arena La Pedrera                     |
| 14 giugno 2019    | Rosario             | Argentina   | Metropolitano                        |
| 15 giugno 2019    | Córdoba             | Argentina   | Forja Events Center                  |
| 23 giugno 2019    | Santiago del Cile   | Cile        | Movistar Arena                       |
| 7 settembre 2019  | Montevideo          | Uruguay     | Antel Arena                          |
| 25 settembre 2019 | Jujuy               | Argentina   | Estadio La Tablada                   |
| 26 settembre 2019 | Tucumán             | Argentina   | Teatro Mercedes Sosa                 |
| 27 settembre 2019 | Tucumán             | Argentina   | Teatro Mercedes Sosa                 |
| 28 settembre 2019 | Salta               | Argentina   | Teatro Provincial                    |
| 11 ottobre 2019   | San Francisco       | Argentina   | Howard Johnson                       |
| 12 ottobre 2019   | Río Cuarto          | Argentina   | Opus Costanera                       |
| 18 ottobre 2019   | Buenos Aires        | Argentina   | Luna Park Arena                      |
| 26 ottobre 2019   | Buenos Aires        | Argentina   | Luna Park Arena                      |
| 1º novembre 2019  | Buenos Aires        | Argentina   | Movistar Arena                       |
| 2 novembre 2019   | Neuquén             | Argentina   | Estadio Ruca Che                     |
| 8 novembre 2019   | Lima                | Perù        | Plaza Arena Jockey                   |
| 10 novembre 2019  | Città del Messico   | Messico     | Pepsi Center WTC                     |
| 16 novembre 2019  | Bogotà              | Colombia    | Centro de Eventos Autopista Norte    |
| 28 novembre 2019  | Buenos Aires        | Argentina   | Luna Park Arena                      |
| 29 novembre 2019  | Buenos Aires        | Argentina   | Luna Park Arena                      |
| 30 novembre 2019  | San Nicolás         | Argentina   | Planta General Savio                 |
| 3 dicembre 2019   | Buenos Aires        | Argentina   | Luna Park Arena                      |
| 5 dicembre 2019   | Buenos Aires        | Argentina   | Luna Park Arena                      |
| 6 dicembre 2019   | Formosa             | Argentina   | Anfiteatro de la Juventud            |
| 8 dicembre 2019   | Chaco               | Argentina   | Club Atlético Sarmiento              |
| 10 dicembre 2019  | Asunción            | Paraguay    | SND Arena                            |
| 12 dicembre 2019  | Santiago del Estero | Argentina   | Forum                                |
| 11 gennaio 2020   | Mar del Plata       | Argentina   | Estadio Polideportivo Islas Malvinas |
| 12 gennaio 2020   | Punta del Este      | Uruguay     | Centro de convenciones               |
| 7 febbraio 2020   | Mendoza             | Argentina   | Complejo Deportivo Municipal         |
| 9 febbraio 2020   | Rio Negro           | Argentina   | Ruta Nacional Nº22                   |
| Europa            |                     |             |                                      |
| 20 febbraio 2020  | Milano              | Italia      | Fabrique                             |
| 22 febbraio 2020  | Bassano del Grappa  | Italia      | PalaDue                              |
| 23 febbraio 2020  | Roma                | Italia      | Auditorium Parco della Musica        |
| 25 febbraio 2020  | Berlino             | Germania    | Huxley's Neue Welt                   |
| 26 febbraio 2020  | Amburgo             | Germania    | Docks Club                           |
| 28 febbraio 2020  | Zurigo              | Svizzera    | X-Tra                                |
| 29 febbraio 2020  | Monaco              | Germania    | Tonhalle                             |
| 1º marzo 2020     | Stoccarda           | Germania    | Lka Longhorn                         |
| 3 marzo 2020      | Francoforte         | Germania    | Batschkapp                           |
| 4 marzo 2020      | Parigi              | Francia     | Salle Pleyel                         |
| 6 marzo 2020      | Colonia             | Germania    | Carlswerk Victoria                   |
| 9 marzo 2020      | Utrecht             | Paesi Bassi | Tivoli                               |

## Date cancellate
| Data              | Città        | Paese     | Luogo           | Motivazione               |
| ----------------- | ------------ | --------- | --------------- | ------------------------- |
| Europa            |              |           |                 |                           |
| 10 marzo 2020     | Bruxelles    | Belgio    | Cirque Royal    | Diffusione della COVID-19 |
| 11 marzo 2020     | Madrid       | Spagna    | Sala Joy Eslava | Diffusione della COVID-19 |
| America Latina    |              |           |                 |                           |
| 19 settembre 2020 | Buenos Aires | Argentina | Movistar Arena  | Diffusione della COVID-19 |